# Campeonato Mundial de Ciclismo BMX de 2003
El VIII Campeonato Mundial de Ciclismo BMX se celebró en Perth (Australia) entre el 25 y el 27 de julio de 2003 bajo la organización de la Unión Ciclista Internacional (UCI) y la Federación Australiana de Ciclismo.

## Resultados

### Masculino
| Evento  | Oro                               | Plata                             | Bronce                         |
| ------- | --------------------------------- | --------------------------------- | ------------------------------ |
| Carrera | Kyle Bennett Estados Unidos       | Randy Stumpfhauser Estados Unidos | Robert de Wilde · Países Bajos |
| Cruiser | Randy Stumpfhauser Estados Unidos | Michal Prokop · República Checa   | Luke Madill Australia          |

### Femenino
| Evento  | Oro                   | Plata                      | Bronce                   |
| ------- | --------------------- | -------------------------- | ------------------------ |
| Carrera | Elodie Ajinça Francia | Willy Kanis · Países Bajos | Tatjana Schocher · Suiza |

## Medallero
| Núm. | País            | Oro | Plata | Bronce | Total |
| ---- | --------------- | --- | ----- | ------ | ----- |
| 1    | Estados Unidos  | 2   | 1     | 0      | 3     |
| 2    | Francia         | 1   | 0     | 0      | 1     |
| 3    | Países Bajos    | 0   | 1     | 1      | 2     |
| 4    | República Checa | 0   | 1     | 0      | 1     |
| 5    | Australia       | 0   | 0     | 1      | 1     |
| 5    | Suiza           | 0   | 0     | 1      | 1     |
|      | TOTAL           | 3   | 3     | 3      | 9     |